# Gmina Hedemora
Gmina Hedemora (szw. Hedemora kommun) – gmina w Szwecji, w regionie Dalarna, siedzibą jej władz jest Hedemora.
Pod względem zaludnienia Hedemora jest 141. gminą w Szwecji. Zamieszkuje ją 15 506 osób, z czego 50,4% to kobiety (7815) i 49,6% to mężczyźni (7691). W gminie zameldowanych jest 519 cudzoziemców. Na każdy kilometr kwadratowy przypada 18,5 mieszkańca. Pod względem wielkości gmina zajmuje 122. miejsce.